# Киллинкарриг
Киллинкарриг (англ. Killincarrig; ирл. Coillín na Carraige, «лесок на скале») — деревня в Ирландии, находится в графстве Уиклоу (провинция Ленстер) у пересечения дорог R762 и R761.